# Victoria Jackson
Victoria Jackson (Miami, 2 agosto 1959) è un'attrice e comica statunitense.
È conosciuta per essere stata un membro del cast dello show Saturday Night Live dal 1986 al 1992.

## Biografia

### Infanzia
Jackson è nata a Miami (Florida), figlia di Marlene Esther Blackstad e di McCaslin Jackson, un allenatore di ginnastica. Cresciuta in una famiglia cristiana, frequentò una scuola privata cristiana. Tre anni di gare di ginnastica le fecero guadagnare una borsa di studio alla Furman University, nella Carolina del Sud. Passò anche un anno alla Auburn University, prima di ricevere una laurea in recitazione alla Palm Beach Atlantic University.
L'incontro casuale con Johnny Crawford le fece ottenere un lavoro nel suo night club. Si trasferì poi a Los Angeles, dove si mantenne con diversi lavori, tra cui dattilografa e cameriera in un ricovero per anziani finché cominciò a esibirsi nei cabaret. Ciò ha portato alla sua prima grande occasione, apparendo al The Tonight Show Starring Johnny Carson facendo quella che divenne la sua firma: una spaccata mentre recitava una poesia. Col tempo apparì nello show 20 volte.

### Saturday Night Live
Nel 1986, Jackson partecipò al Saturday Night Live per la sua dodicesima stagione, in seguito all'interruzione di Lorne Michaels e di molti membri del cast. Gli unici membri del cast sopravvissuti dall'undicesima stagione erano Nora Dunn, Jon Lovitz e Dennis Miller.
Jackson divenne famosa per la sua apparizione nello sketch Weekend Update con Miller, ancora recitando poesie mentre sta facendo la verticale su una scrivania o, nei casi degli episodi condotti da Steve Martin e un altro da Demi Moore, cantando e ballando sulla scrivania.
Dopo molte apparizioni aveva stabilito il suo ruolo, Jackson iniziò a recitare una poesia, ma si fermò e, con una voce bassa e roca, disse "Non lo faccio più. Non posso più fare questa cosa "svampita" Victoria". Poi rimosse la sua parrucca bionda rivelando una parrucca mora, annunciando che non poté credere che la sua sciocca routine era vera, e che vorrebbe fare seri commenti politici nello show da quel punto in poi.

### Oltre ilSNL
Jackson apparve in molti film inclusi Casual Sex (con Lea Thompson) e UHF - I vidioti (con "Weird Al" Yankovic, con il quale ebbe una breve relazione nel 1990). Ebbe anche dei ruoli in Baby Boom, Sono affari di famiglia, Ehi... ci stai?, Lo strizzacervelli e Ti amerò... fino ad ammazzarti.
Prima di apparire nel cast di SNL, apparve in alcune serie come I Jefferson. Apparve anche nell'episodio pilota di W*A*L*T*E*R, lo spin-off di M*A*S*H. Apparve anche in un episodio di X-Files.

### Elezioni del 2008
Jackson era critica riguardo ai Democratici nelle elezioni del 2008, particolarmente alla nomina presidenziale del senatore Barack Obama e del candidato senatoriale Al Franken. In ottobre, apparve in un Comitato nazionale senatoriale repubblicano annunciando insieme ad altre celebrità alcune beffe a Franken, poi, in un'intervista al The O'Reilly Factor, dove chiamò Obama "comunista". Successivamente aveva paragonato Obama a Hitler e disse che lui voleva uccidere vecchi e bambini.

### Vita personale
Jackson sposò Nisan Mark Eventoff, che era un mangiafuoco, nel 1984. Ebbero una figlia, Scarlet (1986). Divorziarono nel 1990. Nel 1991 si riunì a un suo ragazzo dei tempi della scuola, Paul Wessel, un pilota di elicotteri della polizia. Si sposarono ed ebbero una figlia, Aubrey (1994). Attualmente vivono in California.

## Filmografia parziale

### Cinema
- A doppia esposizione (Double Exposure), regia di William Byron Hillman (1983)
- Stoogemania: i nuovi fratelli Marx (Stoogemania), regia di Chuck Workman (1986)
- Baby Boom, regia di Charles Shyer (1987)
- Ehi... ci stai? (The Pick-Up Artist), regia di James Toback (1987)
- Lo strizzacervelli (The Couch Trip), regia di Michael Ritchie (1988)
- Casual Sex (Casual Sex?), regia di Geneviève Robert (1988)
- Un piccolo sogno (Dream a Little Dream), regia di Marc Rocco (1989)
- UHF - I vidioti (UHF), regia di Jay Levey (1989)
- Sono affari di famiglia (Family Business), regia di Sidney Lumet (1989)
- Ti amerò... fino ad ammazzarti (I Love You to Death), regia di Lawrence Kasdan (1990)
- In fuga a Las Vegas (Wedding Bells Blues), regia di Dana Lustig (1996)
- Shut Up and Kiss Me!, regia di Gary Brockette (2004)

### Televisione
- Half Nelson – serie TV, 6 episodi (1985)
- Based on a Untrue Story - film TV (1990)
- L'ispettore Tibbs (In the Heat of Night) - serie TV, 1 episodio (1994)
- Perry Mason: Il caso Jokester (A Perry Mason Mystery: The Case of the Jealous Jokester), regia di Vincent McEveety - film TV (1995)
- X-Files (The X-Files) - serie TV, episodio 8x06 (1999)
- Sabrina, vita da strega (Sabrina, the Teenage Witch) - serie TV, 1 episodio (2000)

## Doppiatrici italiane
- Rosalba Caramoni in Baby Boom
- Monica Gravina in UHF - I vidioti
- Giuliana Maroni in Sono affari di famiglia
- Isabella Pasanisi in Ti amerò... fino ad ammazzarti
- Silvia Pepitoni in X-Files
- Marcella Silvestri in Romeo!